# Cargolux
Cargolux ist eine luxemburgische Frachtfluggesellschaft mit Sitz in Sandweiler und Basis auf dem Flughafen Luxemburg.

## Geschichte

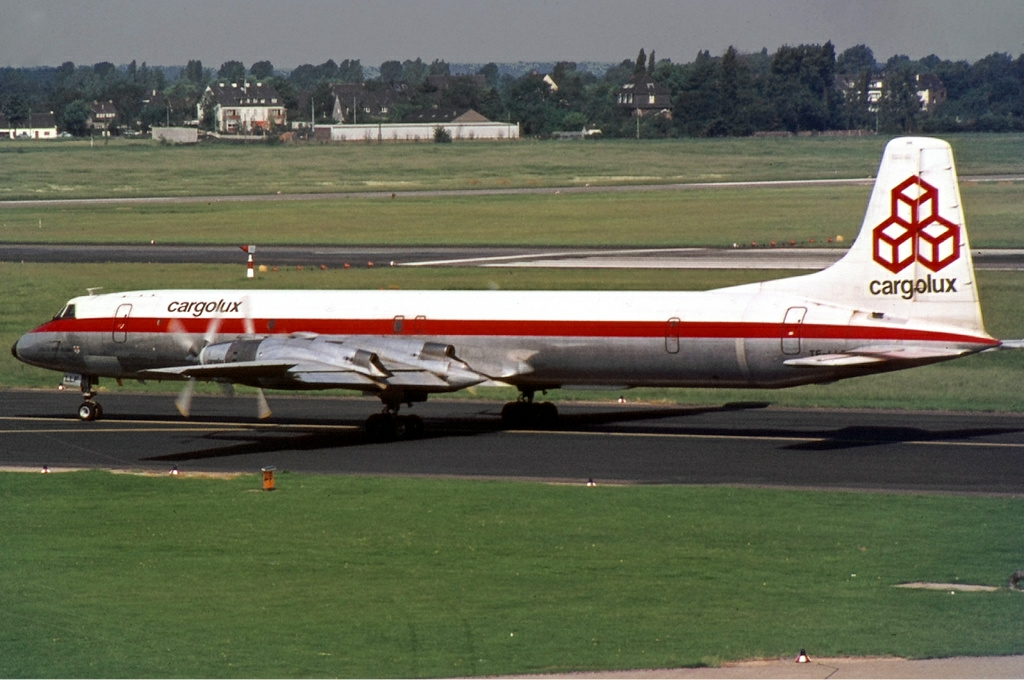
Canadair CL-44J der Cargolux, 1976

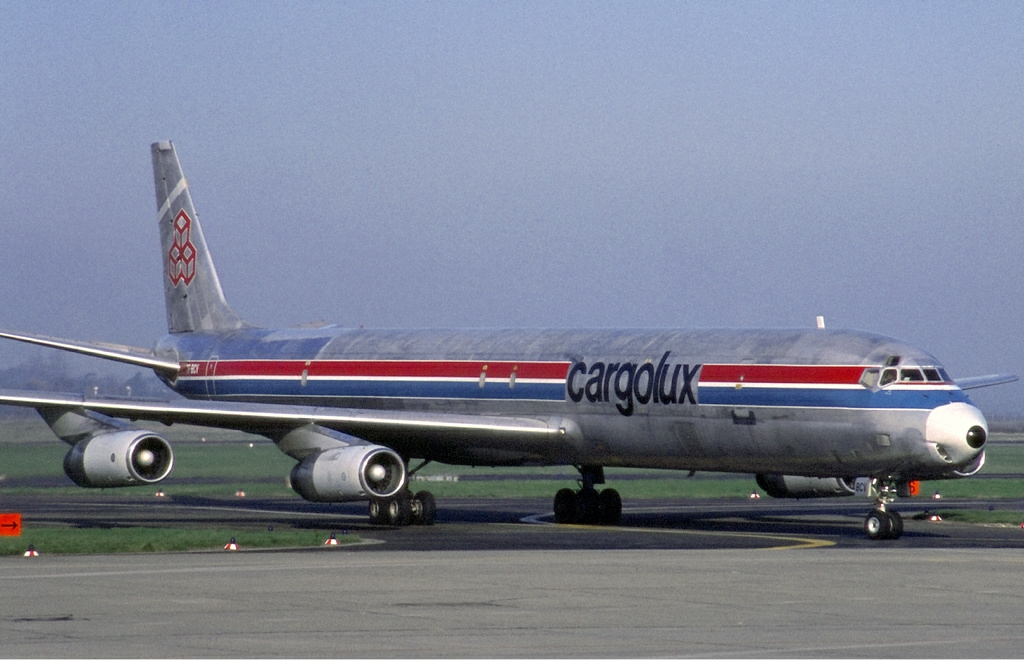
Douglas DC-8-63F der Cargolux, 1981

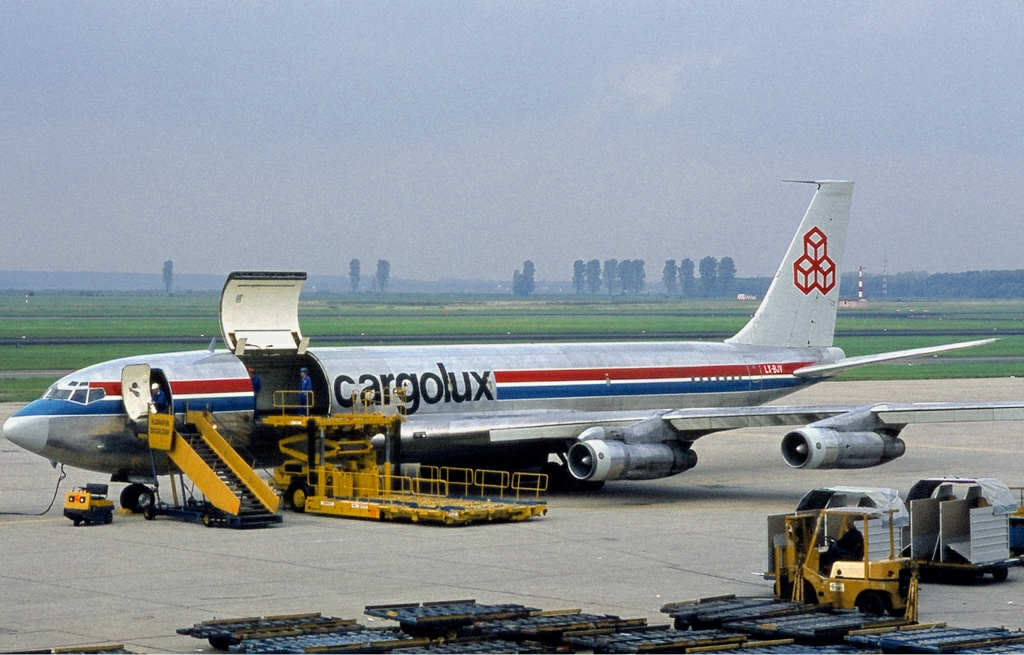
Boeing 707 der Cargolux, 1981

### Gründung und erste Jahre
Cargolux wurde 1970 von der isländischen Loftleiðir, der schwedischen Spedition Salén Shipping Company sowie der luxemburgischen Luxair gegründet. Der Flugbetrieb wurde mit einer Canadair CL-44 aufgenommen, der erste Flug führte nach Hongkong. Schon 1972 war die Flotte auf fünf CL-44 angewachsen. Aufgrund der wachsenden Nachfrage nach schnelleren Transportmöglichkeiten wurden in 1973 mit der Douglas DC-8 die ersten Jets in Betrieb genommen.
Im Jahr 1979 begann bei Cargolux das Jumbozeitalter. Die erste Boeing 747-200 wurde in Dienst gestellt. Im November 1993 stellte Cargolux als weltweit erste Fluggesellschaft die 747-400F in Dienst. Im Jahr 2005 beförderte Cargolux im internationalen Verkehr 644.613 Tonnen Frachtgut. Sie konnte damit einen Umsatz von 1,446 Milliarden US-Dollar sowie einen Gewinn von über 89 Millionen US-Dollar erzielen.

### Finanzielle Probleme im Jahre 2009
Für das Geschäftsjahr 2009 erwartete Generaldirektor Ulrich Ogiermann einen „dreistelligen Millionenverlust“. Aufgrund der für 2009 vorausgesehenen Verluste waren eine Reorganisation der Eigentümerstruktur und eine Kapitalerhöhung um mindestens 100 Millionen Dollar vorgesehen. Der Umsatz ging 2009 schließlich gegenüber dem Vorjahr um 34 Prozent zurück und lag bei 1,3 Milliarden US-Dollar; der Ertrag ging um 26 Prozent zurück.
Die Anteile der SAirGroup wurden wie angekündigt von den übrigen Anteilseignern übernommen, da sich die Rechtsnachfolgerin der schweizerischen Swissair sich in Insolvenz befand. Der Luxemburger Staat stieg vorübergehend mit 23 Millionen US-Dollar als Aktionär ein und gewährte zudem eine Kreditlinie von 100 Millionen Euro. Nach der Neustrukturierung verblieben als weitere Eigentümer nur noch Luxair, BIP Investment Partners, das Luxemburger Sparkasseninstitut Spuerkeess – BCEE, die staatliche Beteiligungsgesellschaft SNCI sowie der Investmentfonds Lux-Avantage.
Am 25. Februar 2010 wurde die Erneuerung des Kollektivvertrags im Alleingang von den Vertretern des LCGB unterschrieben. Der Arbeitsminister Nicolas Schmit hat den so vereinbarten Kollektivvertrag als solchen nicht anerkannt. Auf den Druck des OGBL hin wurde der Kollektivvertrag nachgebessert.

### Seit 2010
Im Juni 2011 erklärte der CEO von Qatar Airways, einen Anteil von 35 % der Cargolux-Aktien für 150–200 Millionen Euro erwerben zu wollen. Damit wollte Qatar Airways zu ihren Konkurrenten Etihad Airways und Lufthansa im Luftfrachtgeschäft aufschließen und gleichzeitig ihr Frachtangebot ausbauen. Am 19. und 21. September 2011 sollte Cargolux als weltweiter Erstkunde zwei neue Frachtflugzeuge vom Typ Boeing 747-8F erhalten, drei Tage vorher wurde dies jedoch aus nicht näher benannten Problemen durch Cargolux abgesagt. Die Übergabe erfolgte schließlich wenige Wochen später.
Wie das Unternehmen am 9. Dezember 2011 bekannt gab, haben sich Ulrich Ogiermann, Sonderberater, und Robert Van de Weg, Senior Vice President Sales & Marketing, in einem Antikartell-Verfahren wegen Preisabsprache gegenüber der US-amerikanischen Behörde für schuldig erklärt.
Zum Beginn des Jahres 2012 löste Richard Forson, zuvor von 2003 bis 2006 Finanzchef von Qatar Airways, David Arendt als Finanzchef und Senior Vice President ab. Am 17. November 2012 zog sich Qatar Airways von Cargolux zurück, ebenso der Verwaltungsratsvorsitzende Albert Wildgen.
Im Januar 2013 wurden die Anteile von Qatar Airways wieder vom luxemburgischen Staat übernommen und Paul Helminger zum Präsidenten des Verwaltungsrates nominiert. Im März 2013 gab Luxair bekannt, dass Cargolux durch die notwendige Kapitalerhöhung in Höhe von 100 Millionen Euro mitverantwortlich für die schlechte finanzielle Situation der Muttergesellschaft sei. An dieser beteiligte sich Luxair entsprechend ihrer Anteile an Cargolux mit 43 Millionen Euro. Anschließend wurde erneut nach einem strategischen Partner gesucht, welcher mit der chinesischen HNCA gefunden wurde. Diese beteiligte sich zum 15. Januar 2014 mit 35 % an Cargolux. In diesem Abkommen wurde eine sogenannte „Dual Hub Strategy“ zwischen dem Standort Luxemburg und dem chinesischen Flughafen Zhengzhou vereinbart.
Am 14. Februar 2014 bestellte Cargolux bei Boeing eine zusätzliche 747-8F. Somit belief sich die Anzahl der insgesamt bestellten Flugzeuge auf 14.
Im Jahr 2015 erwirtschaftete Cargolux einen Nettogewinn von 49 Millionen US-Dollar.

## Flugziele
Cargolux fliegt von Luxemburg aus Ziele in Afrika, Asien, Europa sowie in Nord-, Mittel- und Südamerika an.

## Flotte

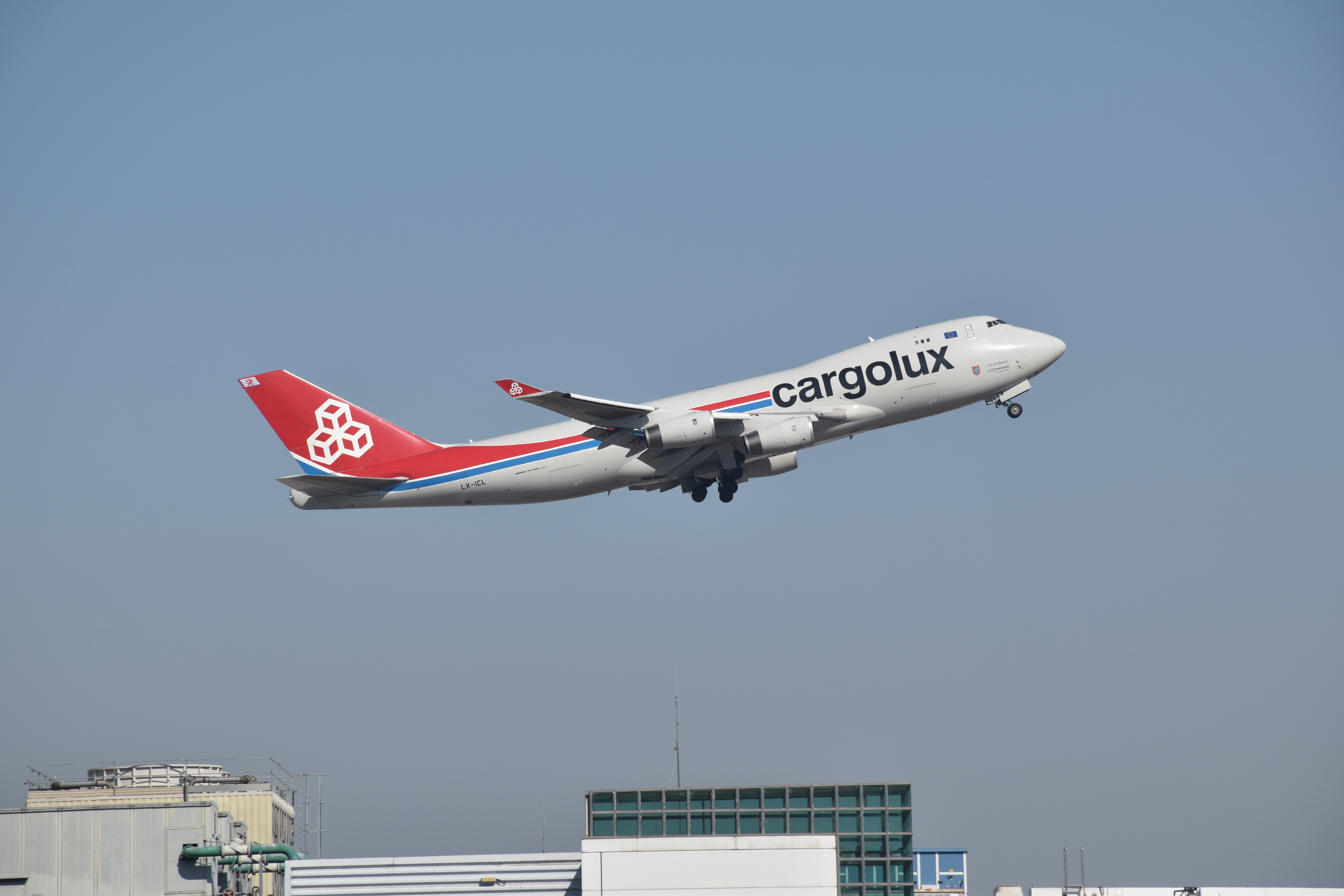
Boeing 747-400F

### Aktuelle Flotte
Mit Stand vom April 2025 besteht die Flotte der Cargolux aus 29 Flugzeugen mit einem Durchschnittsalter von 16,4 Jahren:
| Flugzeugtyp       | Anzahl | bestellt | Anmerkungen                                             | Durchschnittsalter |
| ----------------- | ------ | -------- | ------------------------------------------------------- | ------------------ |
| Boeing 747-400F   | 09     | 0        | drei betrieben für Cargolux Italia                      | 20,4 Jahre         |
| Boeing 747-400ERF | 06     | 0        | eine inaktiv                                            | 20,4 Jahre         |
| Boeing 747-8F     | 14     |          | Cargolux ist Erstkunde der 747-8F                       | 12,2 Jahre         |
| Boeing 777-8F     |        | 10       | Ersatz für 747-400F; Option für sechs weitere Maschinen |                    |
| Gesamt            | 29     | 10       |                                                         | 16,4 Jahre         |

### Aktuelle Sonderbemalungen
| Flugzeugtyp       | Luftfahrzeugkennzeichen | Bemalung                           | Zeitraum          | Taufname             | Bild |
| ----------------- | ----------------------- | ---------------------------------- | ----------------- | -------------------- | ---- |
| Boeing 747-400ERF | LX-NCL                  | „1970 Retro (50 Year Anniversary)“ | seit Juli 2020    | City of Ettelbruck   |      |
| Boeing 747-8F     | LX-VCC                  | „50 Years“                         | seit Februar 2020 | Spirit of Cargolux   |      |
| Boeing 747-8F     | LX-VCF                  | „Not Without My Mask“              | seit August 2020  | City of Grevenmacher |      |

### Ehemalige Sonderbemalungen

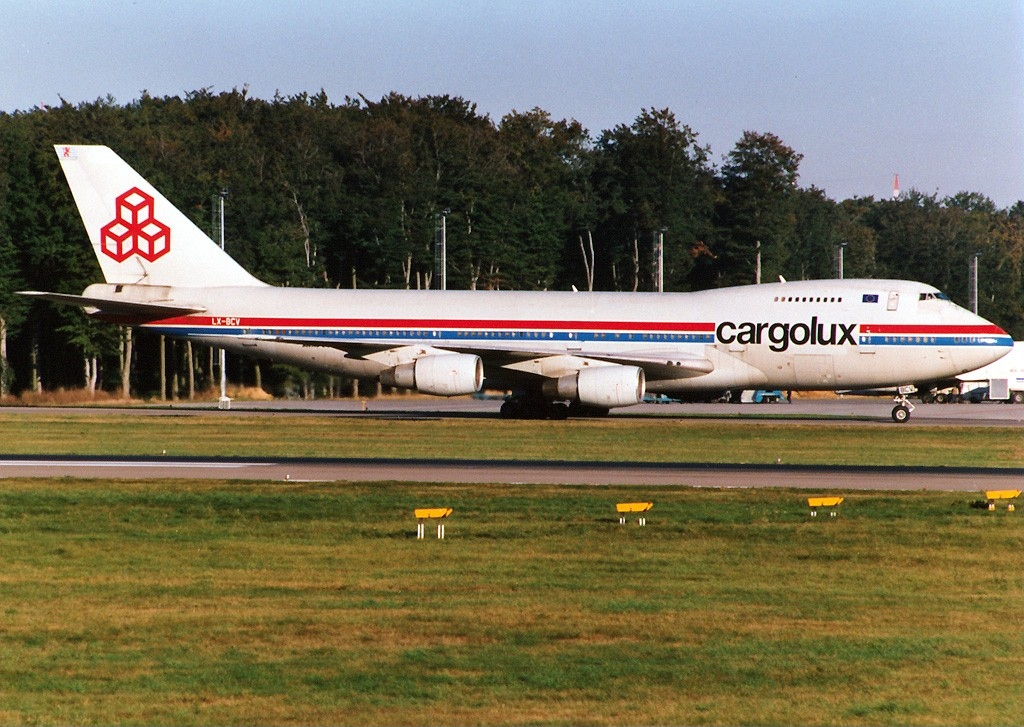
Boeing 747-200C der Cargolux, 1997

| Flugzeugtyp   | Luftfahrzeugkennzeichen | Bemalung  | Zeitraum                       | Taufname                   | Bild |
| ------------- | ----------------------- | --------- | ------------------------------ | -------------------------- | ---- |
| Boeing 747-8F | LX-VCM                  | „Cutaway“ | September 2015 bis August 2023 | City of Redange-sur-Attert |      |

### Ehemalige Flugzeugtypen
- Boeing 707
- Boeing 747-200
- Boeing 747-400F
- Canadair CL-44
- Douglas DC-8

## Basisdaten
| 2001 | 2002 | 2003 | 2004 | 2005 | 2006 | 2007 | 2008 | 2009 | 2010 | 2011 | 2012 | 2013 | 2014 | 2015 | 2016 | 2017 | 2018 |
| ---- | ---- | ---- | ---- | ---- | ---- | ---- | ---- | ---- | ---- | ---- | ---- | ---- | ---- | ---- | ---- | ---- | ---- |
| 15   | 49   | 70   | 83   | 78   | 83   | −47  | −61  | −153 | 59   | −18  | −35  | 8    | 3    | 49   | 5    | 122  | 211  |

Eigentümerstruktur und Beteiligungen
Mit Stand 31. Dezember 2020 hielten folgende Gesellschaften Eigentumsanteile an Cargolux: Luxair 35,1 %, Henan Civil Aviation Development and Investment (HNCA) 35 %, BCEE 10,91 %, Staatliche Investitionsbank SNCI 10,67 %, Staat Luxemburg 8,32 %.
Cargolux ist zu 40 % an der italienischen Frachtfluggesellschaft Cargolux Italia S.p.A. beteiligt. Die in Italien stationierten Flugzeuge sind in der Tabelle Flotte enthalten. Außerdem ist sie zu 49 % an der Champ Cargosystems S.A. beteiligt, die im EDV-Bereich tätig ist. Sie hält weiterhin 30 % an der Luxfuel S.A., die Flugzeugbetankungen auf dem Luxemburger Flughafen durchführt.

## Zwischenfälle
Cargolux verzeichnet in ihrer Geschichte einen Zwischenfall mit Totalverlust eines Flugzeugs und mit Todesopfern:
- Am 2. Dezember 1970 stürzte eine Canadair CL-44 (Luftfahrzeugkennzeichen TF-LLG) auf dem Flug von Teheran (Iran) nach Dhaka (Ostpakistan) kurz vor der Landung auf dem Flughafen Dhaka-Tejgaon ab. Ursache war eine Verriegelung des Gust Locks während des Fluges, was eine Steuerung der Maschine unmöglich machte. Bei dem Absturz kamen alle vier Personen an Bord sowie drei am Boden ums Leben (siehe auch Flugunfall der Cargolux 1970).[25]

## Trivia
- Cargolux betreibt in Luxemburg je einen Flugsimulator für die Boeing 747-400F und 747-8F. Daneben bietet sie ein Ausbildungszentrum für Flugbegleiter, in dem Kabinenbrände und Notausstiege geübt werden können.